# Simrishamn
Simrishamn  (gl. dansk Simmershavn) er en by i det sydøstligste Skåne med 6.500 indbyggere, hovedby i Simrishamns kommun i Skåne Län, Sverige.
Indtil 2014 gik der i sommerperioden færge til Allinge på Bornholm.

## Historie
Bynavnets oprindelse er uklar. Det er måske ånavnet simbr ("den langsomme") og os ("munding"). I en periode stavede man bynavnet Cimbrishamn for at forbinde det med cimbrerne, men den forbindelse viste der sig ikke at være belæg for, og skrivemåden stred også imod sproghistoriske principper.[kilde mangler]
Før byen blev købstad var der på stedet et lille fiskerleje, som var havn for den nærliggende købstad Tommerup (i dag Östra Tommarp), hvor den danske konge havde et møntværk. Der fandtes også et kloster og hospital for spedalske. Simrishamn blev købstad i begyndelsen af 1300-tallet og havde sin blomstringstid under Christian 4., men blev i 1655 slået til jorden ved en pest, der også hærgede Bornholm. Ved freden i Roskilde i 1658 blev byen sammen med resten af Skånelandene afstået til Sverige.
I lang tid var Simrishamn Sveriges næststørste fiskerihavn, regnet efter mængden af landet fisk.